# Ben Dixon
Ben Dixon, geboren als Harold Dixon (Gaffney, South Carolina, 25 december 1934) is een Amerikaanse jazzdrummer en componist in de souljazz. Hij was de drummer in de ritmesectie met Big John Patton (orgel) en Grant Green (gitaar) dat in de eerste helft van de jaren zestig musici begeleidde bij opnames voor het label Blue Note

## Biografie
Dixon groeide op in Washington, waar hij thuis veel jazz hoorde. Toen hij ging drummen, draaide hij jazzplaten vertraagd af om de ritmes te kunnen doorgronden. Drummers die hem beïnvloeden waren Buddy Rich, Max Roach, Art Blakey en Philly Joe Jones. Halverwege de jaren vijftig werkte hij op een postkantoor, daarnaast speelde hij met saxofonist Buck Hill en zangeres/pianiste Shirley Horn. Zijn eerste professionele ervaring deed hij op bij Webster Young.
Dixon verhuisde in 1956 naar New York, waar hij voor het eerst opnames maakte (op een album van Ray Draper). Vanaf januari 1958 toerde hij drie jaar met rhythm-and-blues-zanger Lloyd Price. In Price's begeleidingsgroep speelde ook Big John Patton, op de piano. Dixon adviseerde Patton orgel te gaan spelen, want dat instrument raakte in die tijd in. Met de toetsenist ging Dixon circa 1961 zestig bij saxofonist Lou Donaldson spelen. Met Donaldson nam hij, als 'sideman', in de eerste helft van de jaren zestig een half dozijn albums op voor Blue Note, met Patton op orgel en in veel gevallen Grant Green op gitaar. Dixon speelde in die jaren ook drums op de soloplaten van Patton en Grant Green. Tevens drumde hij op Blue Note-albums van onder meer Joe McDuff, Stanley Turrentine en Baby Face Willette. Dixon organiseerde veel van die sessies, en schreef er ook nummers voor. In de tweede helft van de jaren zestig maakte hij opnames als begeleider van Johnny Hodges en Wild Bill Davis (1965), Joe Jones en Richard Groove Holmes. Daarnaast toerde hij af en toe met de band van Lionel Hampton. Hij trok zich dat decennium echter steeds meer terug uit de muziek om aandacht te kunnen geven aan zijn gezin. Pas in 2000 kwam hij met een album onder eigen naam.

## Discografie

### Als leider
- 2000: Say Yes to Your Best (American Classical Jazz) met Adam Scone, Coleman Mellett

### Als 'sideman'
met George Braith
- Laughing Soul (Prestige, 1966)

met Lou Donaldson
- The Natural Soul (Blue Note, 1962)
- A Man with a Horn (Blue Note, 1963)
- Good Gracious! (Blue Note, 1963)
- Signifyin' (Argo, 1963)
- Possum Head (Argo, 1964)
- Musty Rusty (Cadet, 1965)

met Ray Draper
- Tuba Sounds (Prestige, 1957)

met Grant Green
- Grant's First Stand (Blue Note, 1961)
- Sunday Mornin' (Blue Note, 1961)
- Blues for Lou (Blue Note, 1963)
- Am I Blue (Blue Note, 1963)
- His Majesty King Funk (Verve, 1965)
- Iron City (Cobblestone, 1967)

met Johnny Hodges
- Wings & Things (Verve, 1965) met Wild Bill Davis

met Richard "Groove" Holmes
- Soul Power! (Prestige, 1967)

met Joe Jones
- Introducing the Psychedelic Soul Jazz Guitar of Joe Jones (Prestige, 1967)

met Jack McDuff
- The Honeydripper (Prestige, 1961)

met Big John Patton
- Along Came John (Blue Note, 1963)
- Blue John (Blue Note, 1963)
- The Way I Feel (Blue Note, 1964)
- Oh Baby! (Blue Note, 1965)

met Stanley Turrentine
- A Chip Off the Old Block (Blue Note, 1963)

met Harold Vick
- Steppin' Out! (Blue Note, 1963)

met Don Wilkerson
- Shoutin' (Blue Note, 1963)

met Baby Face Willette
- Face to Face (Blue Note, 1961)
- Stop and Listen (Blue Note, 1961)